# Oelixdorf
Oelixdorf település Németországban, Schleswig-Holstein tartományban. Lakosainak száma 1565 fő (2023. december 31.).

## Népesség
A település népességének változása:
| Lakosok száma | 2111 | 1550 | 1544 | 1541 | 1561 | 1565 |
|               | 1975 | 2017 | 2019 | 2021 | 2022 | 2023 |